# Хенри Арнолд
Хенри Харли „Хап“ Арнолд (на английски: Henry Harley „Hap“ Arnold) е американски военновъздушен стратег, армейски генерал и генерал на ВВС, който командва американските военновъздушни сили през Втората световна война. Той единственият генерал в американските въздушните сили, достигнал петзвезден ранг, както и единственият офицер, достигнал петзвезден ранг в две различни въоръжени сили (армията и ВВС).

## Биография
Арнолд е роден на 25 юни 1886 г. в Гладуин, близо до Филаделфия, Пенсилвания. Баща му е лекар, който служи в Испано-американската война като хирург. Завършва училище в близкото населено място Ардмор през 1903 г. Записва се във Военна академия на САЩ, завършвайки я през 1907 г.
Военната си кариера започва в пехотата, а след това е прехвърлен в авиационния отдел на свързочните войски и е обучаван да лети от Орвил Райт през 1911 г. През Първата световна война се издига от капитан до полковник, като накрая е назначен за изпълнителен директор на щаба на въздушните служби. През десетилетието на демобилизация и разоръжаване след войната той е един от апостолите на стратегическата въздушна мощ, следвайки стъпките на бащата на американските ВВС, Били Мичъл. През 1931 г. е назначен за командир на военновъздушната база Марч Филд в Калифорния, където работи по организацията и тактиките.
Арнолд започва да докладва директно пред Вашингтон през 1936 г. като помощник-началник на военновъздушните сили (по това време наричани Армейски въздушен корпус). Когато началникът му, генерал Оскар Уестоувър, загива в самолетна катастрофа през 1938 г., Арнолд го наследява като началник. В очакване на предстоящия нов глобален конфликт, Арнолд полага големи усилия, за да му се отпусне бюджет за военновъздушните сили, въпреки изолационистите и недалновидните офицери във въоръжените сили.
През Втората световна война, Арнолд командва американските ВВС, разположени се из цял свят. Служи и като представител на ВВС в Обединения комитет на началниците на щабове. В тези си качества, той се превръща във влиятелен архитект на плановете и стратегиите, довели Съюзниците до победа във войната. Той ръководи както стратегически бомбардировки над Нацистка Германия в Европа, така и кампанията срещу Японската империя в Тихия океан. Още от началото на войната настоява да се доставят самолети на Великобритания. Освен това той организира масовото самолетно производство, като под неговото ръководство ВВС на САЩ се увеличават с 262 000 самолета до 1944 г., а броят на личния състав – с 2 милиона души. Към декември 1944 г. той е един от четиримата военачалници с петзвездния ранг на армейски генерал. В периода 1943 – 1945 г. претърпява общо четири инфаркта. Освен че по природа е нетърпелив, той пътува по много под големия стрес на войната.
След края на войната, през 1946 г., се пенсионира, а през 1949 г. званието му е променено на генерал на ВВС. Той е единственият въздушен командир в историята на САЩ, достигнал петзвезден ранг.
Хенри Арнолд умира на 15 януари 1950 г. в дома си в Сонома, Калифорния. Погребан е в Националното гробище Арлингтън.
Арнолд дълго време планира и проповядва, че въздушните сили трябва да са равностойни на армията и военноморските сили. Той играе ключова роля в отделянето на военновъздушните сили от армията като отделни въоръжени сили.